# Aoki Shin'ichi
Pour les articles homonymes, voir Aoki.
Aoki Shin'ichi est un nom japonais traditionnel ; le nom de famille (ou le nom d'école), Aoki, précède donc le prénom (ou le nom d'artiste).
Aoki Shin'ichi (青木 紳一) est un joueur professionnel japonais de go.
Il est le frère de la joueuse professionnel Aoki Kikuyo.